# Демон (опера)
Де́мон — опера Антона Рубинштейна в трёх действиях, семи картинах, на либретто Павла Висковатова, по одноимённой поэме М. Ю. Лермонтова. Премьера состоялась в Петербурге, 13 (25) января 1875 года, в Мариинском театре.

## История оперы
К написанию оперы Рубинштейн приступил в конце 1871 года. Автором либретто стал известный биограф и исследователь творчества Лермонтова П.А.Висковатов. Увлеченный поэмой, Рубинштейн спешил с её написанием. Через три месяца она была закончена и представлена в дирекцию Мариинского театра в Петербурге. Позже последовал трехлетний период ожидания постановки — и лишь 13 (25) января 1875 года опера впервые увидела сцену в бенефисе И.А.Мельникова. Для этого Рубинштейну пришлось переименовать «Ангела» в «Доброго Гения», отказаться от иконы и лампадки в келье Тамары и изменить в либретто некоторые выражения. В Москве премьера оперы состоялась 22 октября (3 ноября) 1879 года в Большом театре. В Мариинской премьере партии исполняли: В.И.Рааб — Тамара, А.П.Крутикова — Ангел, Ф.П.Комиссаржевский  — князь Синодал, И.А.Мельников — Демон, О.А.Петров — князь Гудал, О.Э.Шрёдер — няня.
В 1904 году опера вновь была поставлена в Большом театре (дирижер-постановщик Ипполит Альтани, режиссёр Ромуальд Василевский, балетмейстеры Алексей Богданов, Александр Горский, декорации сборные, в том числе — Константина Коровина). Этот спектакль шёл на сцене театра до 1936 года. Новая постановка, планируемая на 1942 год, не состоялась. Лишь в 1953 году на сцене филиала Большого театра опера «Демон» была возобновлена (дирижёр-постановщик — Михаил Жуков, режиссёр — Тициан Шарашидзе, художник — Тамара Старженецкая). Партии исполняли ведущие артисты театра Алексей Большаков (Демон), Наталия Шпиллер (Тамара) и Соломон Хромченко (Синодал).

## Действующие лица
- Демон, падший ангел — бас-баритон
- Тамара — сопрано
- Князь Гудал, отец Тамары — бас
- Князь Синодал, жених Тамары — тенор
- Няня Тамары — контральто
- Ангел, небесный посланник — меццо-сопрано
- Гонец — тенор
- Старый слуга — бас
- Хоры злых и добрых духов, грузин и грузинок, гостей, татар, слуг, монахинь

Место действия оперы: Грузия.

## Музыка

#### Действие первое
Картина первая. Пролог. Введение. Хоры разных духов. Монолог Демона «Проклятый мир » и его дуэт с Ангелом.
Картина вторая. Хор девушек «Ходим мы к Арагви светлой», в который вплетается колоратурные пассажи Тамары. Сцена Тамары и Демона. В его страстном ариозо «Дитя, в объятиях твоих» слышатся восхищение и страстный призыв.
Картина третья.  Нежное и чувственное ариозо князя Синодала «Обернувшись соколом» отличается прихотливым узором восточных мотивов. Мужской хор «Ноченька…» звучит тревожно и таинственно. Ариозо князя Синодала «Ноченькою тёмною» полно неги и страстного томления.

#### Действие второе
Картина четвёртая. Антракт: в симфоническом вступлении ритмы траурного шествия чередуются с торжественными фанфарами. Заздравный хор гостей «В день весёлый мы собрались» сменяется страстной и темпераментной пляской женщин, затем — энергичной и стремительной пляской мужчин и плавным, гибким танцем девушек. В горестном ариозо «Мой князь, очнись!» Тамара оплакивает своего жениха. Звучат два романса Демона: «Не плачь, дитя» и «На воздушном океане».

#### Действие третье
Картина пятая. Романс Тамары «Ночь тепла, ночь тиха» и сцена с Демоном (третий романс Демона «Я тот, которому внимала»).
Картина шестая. Демон и Ангел (эпилог).
Картина седьмая. Апофеоз.

## Интересные факты
С. В. Рахманинов вспоминал один из спектаклей в Большом театре. За пультом стоял А.Г. Рубинштейн, в зале присутствовала знатная московская публика. Во второй картине после поднятия занавеса стало очевидно, что сцена плохо освещена. Рубинштейн остановил оркестр и выразил свое недовольство количеством света. После того как были включены все прожекторы, дирижёр продолжил спектакль.
А.Г. Рубинштейн написал 13 опер, часть – на немецком языке. Его частой практикой был перевод опер на немецкий и продажа их в театры Германии. Так же он планировал поступить и с «Демоном», если его не примут к постановке в России. Сегодня «Демон» является самой популярной оперой композитора, остальные практически не исполняются.
И. Мельников и Ф. Комиссаржевский пели вместе и на премьере «Бориса Годунова» М.П. Мусоргского – заглавную партию и Самозванца соответственно.

## Известные аудиозаписи

Алексей Круглов в роли Демона

- 1950 — дирижёр Александр Мелик-Пашаев, Хор и оркестр Большого театра, СССР.

Исполнители: Демон — Алексей Иванов, Тамара — Татьяна Талахадзе, князь Гудал — Сергей Красовский, Князь Синодал — Иван Козловский, старый слуга — Владимир Гаврюшов, няня Тамары — Мария Кузнецова, Ангел — Елена Грибова, Гонец — Александр Хоссон.
- 1957 — дирижёр Вадим Калентьев, хор и оркестр Ленинградского театра оперы и балета им. Кирова, СССР.

Исполнители: Демон — Георг Отс, Тамара — Ольга Кошеварова, князь Гудал — Николай Константинов, князь Синодал — Сергей Матвеев, старый слуга — Андрей Атлантов, няня Тамары — Людмила Грудина, ангел — Эра Краюшкина, гонец — Александр Ильин.
- 1974 — дирижёр Борис Хайкин, Большой хор Центрального телевидения и Всесоюзного радио, Художественный руководитель Клавдий Птица.

Исполнители: Демон — Александр Поляков, Тамара — Нина Лебедева, князь Гудал — Евгений Владимиров, князь Синодал — Алексей Усманов, старый слуга — Борис Морозов, няня Тамары — Нина Григорьева, ангел — Нина Дербина, гонец — Юрий Ельников.

## Экранизация
- Демон (фильм-опера) 1960 года.